# Жуков, Иван Диомидович
Ива́н Диоми́дович Жу́ков (17 декабря 1860, Харьков — 16 августа 1944, Прага) — русский химик, директор Киевского политехнического института Императора Александра ІІ в 1911—1917 годах.

## Биография
По окончании курса на физико-математическом факультете Харьковского университета отправился за границу, где работал в лаборатории профессора Фрезениуса в городе Висбадене.
В 1885 году был назначен лаборантом при лаборатории технической химии в Харьковском университете и в том же году перешёл лаборантом в Харьковский технологический институт, где заведовал лабораторией количественного анализа.
В 1895 году был командирован за границу для изучения организации лабораторий, занимающихся приготовлением дрожжей чистой культуры и способов применения дрожжей чистой культуры в различных производствах, основанных на брожении. Для этой цели работал в лабораториях в Копенгагене, Берлине, Гейзенгейме, Мюнхене и Сан-Михеле и посетил много заводов.
По возвращении в Россию в 1896 году читал курс «Микроорганизмы брожения и применение их в технике» и заведовал цимотехнической лабораторией института.
В 1899 году был командирован министром финансов за границу, где работал в лаборатории сахарозаводчиков в Берлине и на сахарном заводе в Дормагене. По возвращении в 1901 и защите диссертации удостоен степени адъюнкта Киевского политехнического института и назначен там же экстраординарным профессором по кафедре технологии, а с 1903 ординарным. Читал общие и специальные курсы по питательной технологии. Участник Первого Менделеевского съезда (1907). С 1911 по 1917 год был директором Киевского политехнического института.
После октябрьского переворота Иван Диомидович Жуков иммигрировал в Чехословакию, где и умер.

## Список научных работ
- Gähr- und Koncurenzversuche mit verschiedenen Hefen (Wochenschrift f. Brauerei, 1896);
- Ueber den Säuroverhrauch der Hefen (Centralblatt f. Bakteriologie, 1896);
- Цимотехнические заметки (Зап. Южно-русск. Общ. технол., 1897);
- Das Versenden der Reinzuchthefen (Zeitschr. f. Spiritusindustrie, 1899);
- Ueber reine Weinhefen (Woch. f. Br., 1899);
- Ueber den Einfluss der Temperatur auf die Löslichkeit des Zuckers in Lösungen von Nichtzucker (Zeitschr. d. Vereins d. Deutsehen Zuckerindustrie, т. 50);
- Ueber einige Verb. und Eigensch. der Trehalose (Zeit. d. Vereins d. Deutschen Zuckerind., т. 50);
- Die optisch activen Substanzen der Dessauer Melasse-Schlempe (Zeit. d. Vereins d. Deutsch. Zucker-Industrie, т. 50);
- Материалы к вопросу о патокообразовании. Влияние качества, концентрации несахара и температуры на растворимость сахара в растворах несахара (Киев, 1901).